# Julia Codesido
Julia Codesido, född 1883, död 1979, var en peruansk målare och feminist. 
Hon var en av de mest betydelsefulla företrädarna för den peruanska konströrelsen känd som indigenista. 
Hon engagerade sig i kampanjen för rösträtt för kvinnor.  

## Eftermäle
Nedslagskratern Codesido på planeten Merkurius är uppkallad efter henne.